# Szlovénia vízrajza

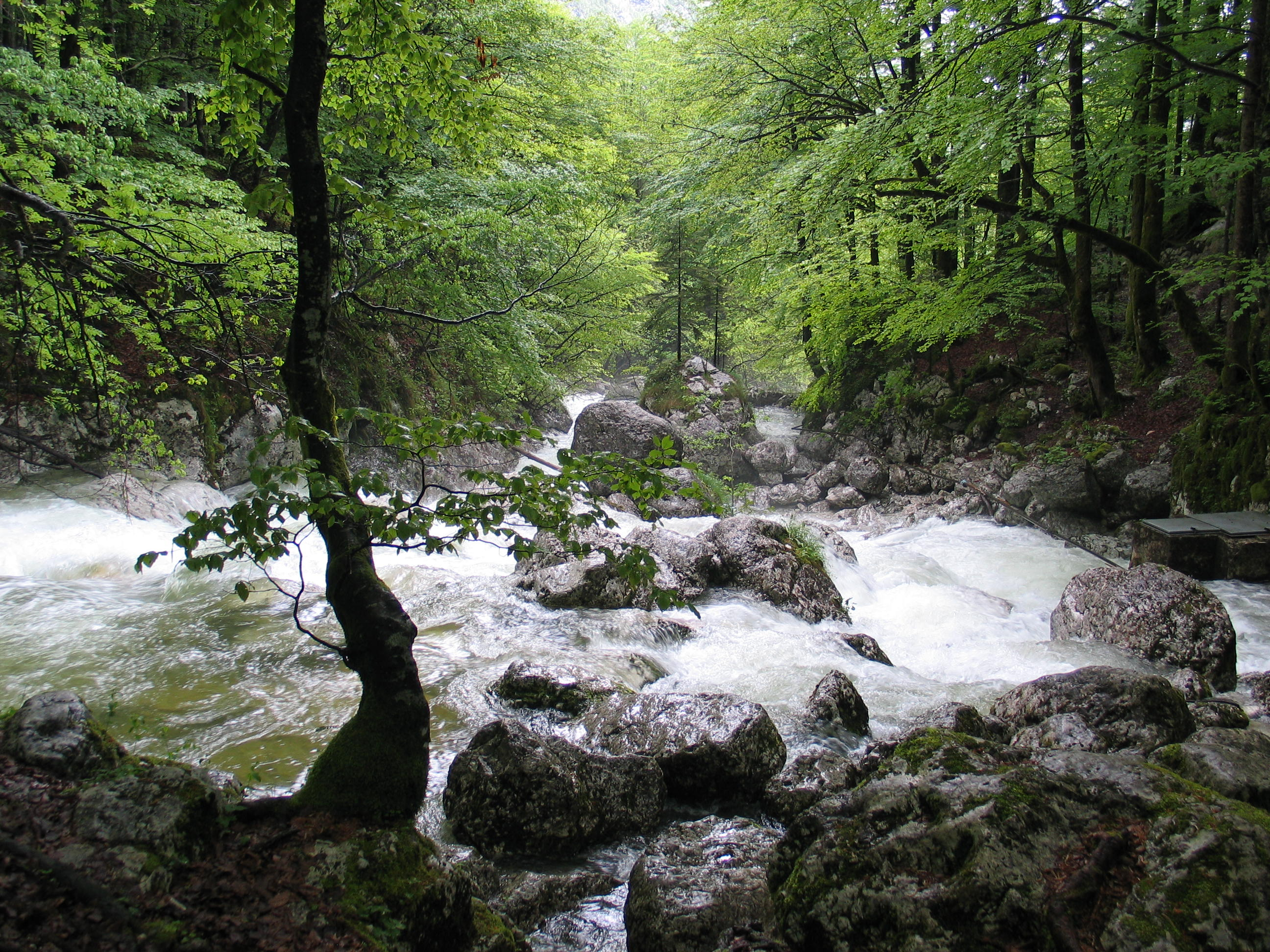
A Sava Bohinjka felső szakasza

Szlovénia vízrajza az ország egyéb földrajzi adottságaihoz hasonlóan rendkívül változatos. Karsztforrások, magashegyi patakok, felső- és középszakasz jellegű folyók, természetes és mesterséges tavak, valamint egy rövid tengerpart alkotják az ország vizeit.

## Vízesések
Szlovéniában a 30 méternél magasabbról aláhulló vizek számítanak komolyabb vízesésnek. Közülük is a legnagyobbak és a leghíresebb turisztikai nevezetességek a Savica Bohinjban (60 méteres) és a kétlépcsős Peričnik a Vrata völgyében (68 méteres).

## Folyók

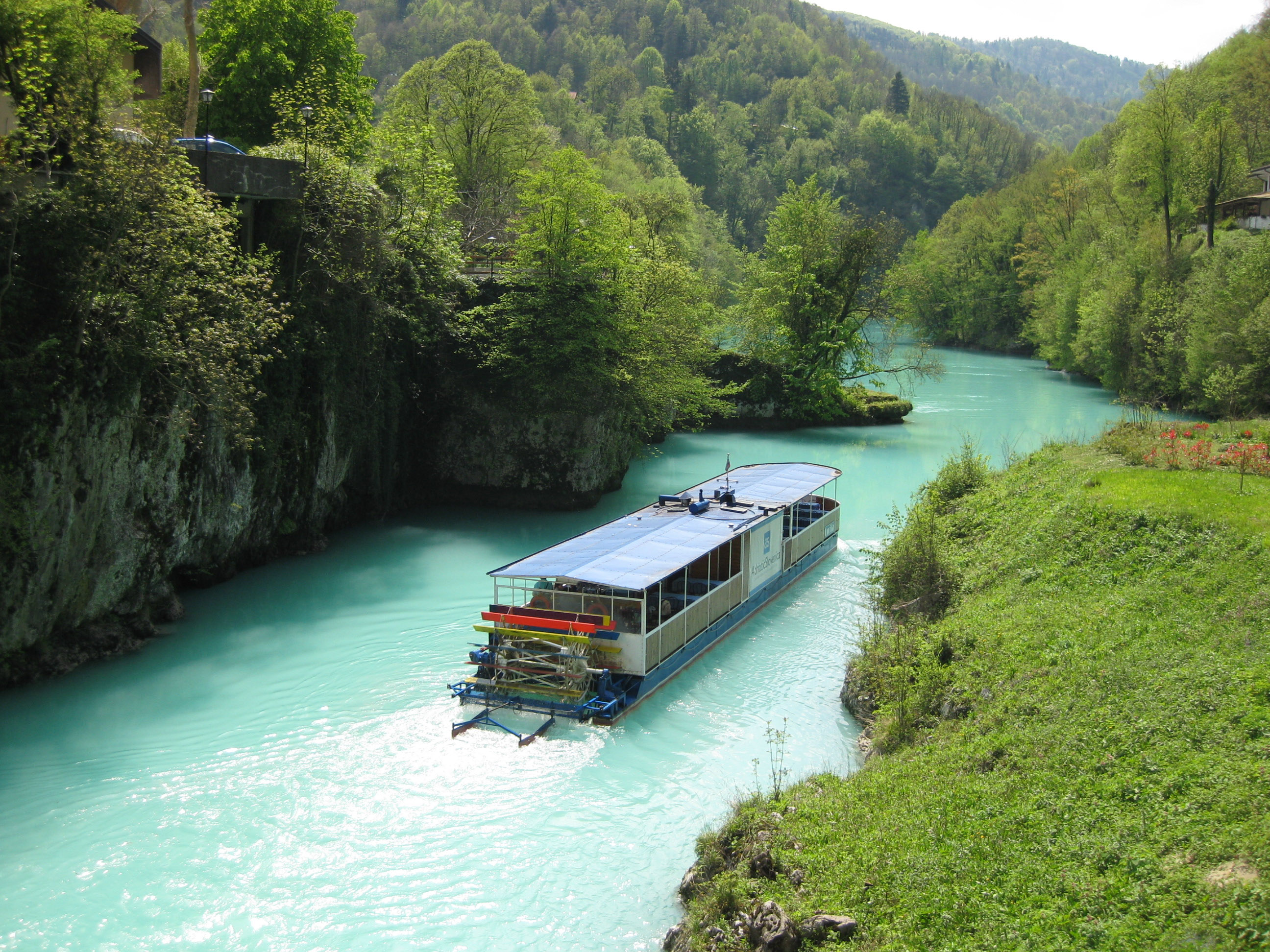
Az Isonzó jellegzetes színű vize

Szlovénia területe megoszlik az Adria és a Fekete-tenger vízgyűjtő területe között. Az Isonzó (Soča) és mellékvizei, valamint a partvidék kisebb vízfolyásai és karsztforrásai az Adriába, míg az ország többi vizei a Szávába és a Drávába, a Duna jobb oldali mellékfolyói folynak, és így a Fekete-tengerbe jutnak.
A Száva a leghosszabb a Szlovéniában eredő folyók közül. Összesen 940 kilométeres hosszának negyede esik az ország területére. Egyik ága, a Sava Dolinka a Júliai-Alpok és a Karavankák között ered a Zelenci nevű, zöld vizű tóból; másik ága a Savica vízesés formájában fakad a hegyoldalból, a Bohinji-tóba folyik, majd abból Sava Bohinjka néven fut tovább a Szávába. A Száva több vízerőművet hajt (Moste, Mavčiče, Medvode és Vrhovo), valamint a krskói atomerőművet is e folyó vizével hűtik.
A Dráva a legbővebb vizű szlovén folyó, mivel Olaszországból ered, ahol nyáron is táplálják a gleccserek. Rövid, 140 kilométeres szlovéniai szakaszán egy sor kisebb vízerőmű épült.
A Mura Ausztriában ered, és 30 kilométer hosszan határfolyó is a két ország között. A Szávától és a Drávától eltérően a Mura Szlovénia területén alföldi, középszakasz-jellegű vízfolyás. Meandereket épít, áradáskor kilép medréből, illetve átépíti azt. A drávai betorkollásához közeledve folyása lustábbá, szinte alsószakasz-jellegűvé válik. Holtágaiban, mocsaraiban igen gazdag az állat- és növényvilág.
Az Isonzó (Soča) a Júliai-Alpok szívében, a Trenta-völgyben ered. Felső szakasza az Alpok öt legjobban megőrzött természeti állapotú folyója között van. Vize különleges, türkizkék színű a kőzetekből belemosott természetes ásványi anyagok miatt. Az Isonzó felső szakaszát nagyon kedvelik a sporthorgászok és a vadvízi evezősök (kajak, kenu, rafting). Középső szakaszán néhány vízerőmű is épült.
A nagyobb szlovén folyók közé tartozik a Száva három mellékfolyója, a Savinja, a Ljubljanica és a Krka. A Savinja is az Alpokban, a Logarska Dolina felső részén ered, a Rinka vízesés felett. A Ljubljanica bővízű karszt-folyó, amely búvópatakként újra meg újra eltűnik, majd felbukkan a föld felszíne alól. Szakaszainak külön nevük van: Trbuhovica, Loški Obrh, Stržen, Rak, Pivka, Unica, és a végső szakasz, a Ljubljanica maga, amely a Szávába ömlése előtt átfolyik Szlovénia fővárosán, Ljubljanán. A Krka karsztforrásból ered, és a Alsó-Krajna (Dolenjska) régió turisztikai és horgászati központja. Felső szakaszán tufa-gátak alakultak ki, amelyeken keresztül festői vízesések, zúgók, sellők, tavak során halad tovább.
A Sotla és a Kulpa folyócskák jelzik hosszabb szakaszokon a szlovén-horvát határt. A Kulpa vize melegszik fel nyaranta a legerősebben a szlovén folyók közül.
A nagyobb folyókon, a Száván, Savinján, Ljubljanicán, Dráván és Murán régebben helyi jelentőségű hajózás, áruszállítás és tutajozás (faúsztatás) folyt. A vasutak 19. századi és a vízerőművek 20. századi kiépültével ez megszűnt.

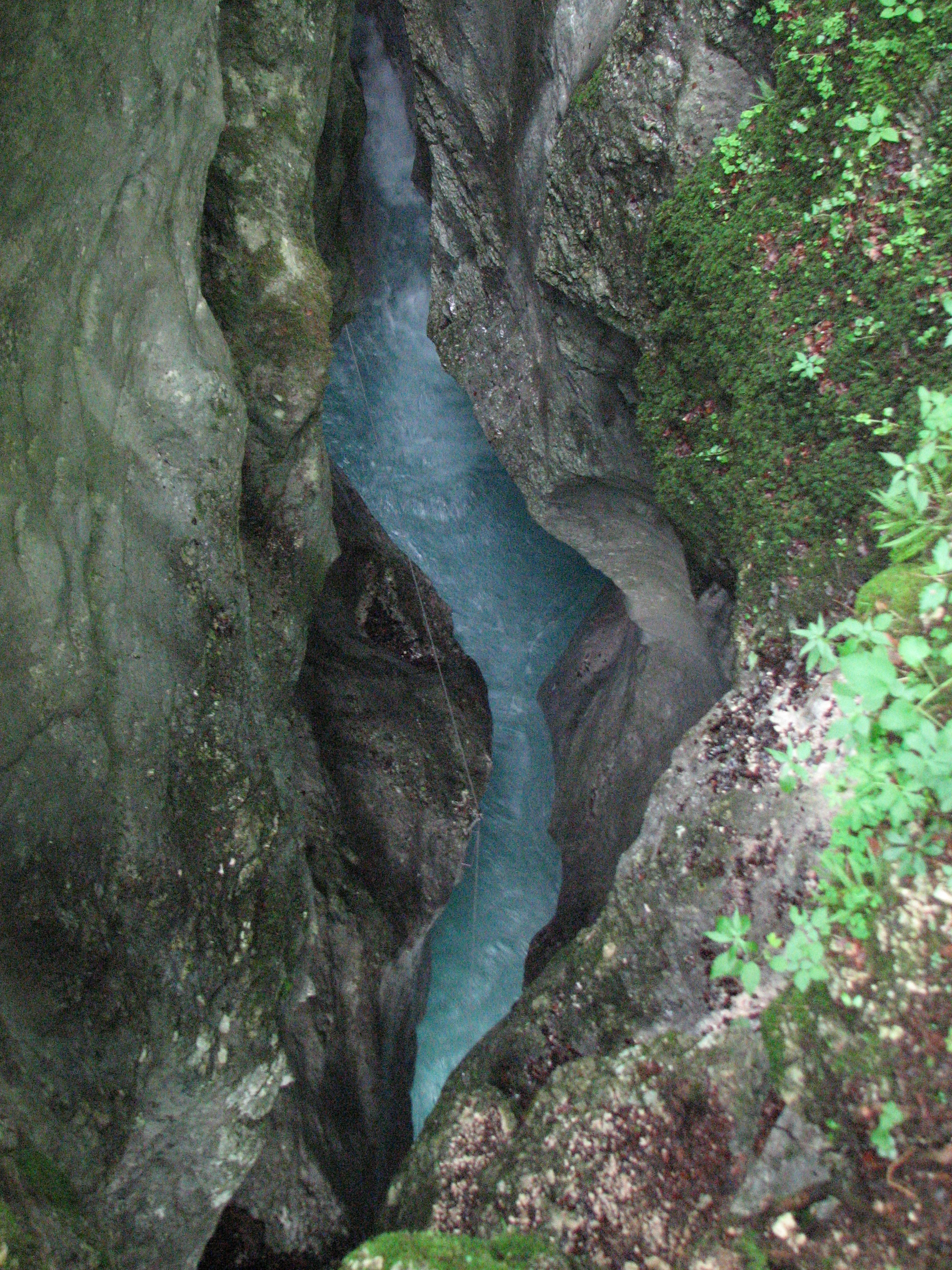
Szurdok a Kamniška Bistrica felső szakaszán

## Szurdokvölgyek
Számos szlovéniai folyó és patak halad át festői szurdokokon, zúgókon. A Kulpa felső szakaszán egy kanyon-jellegű szurdokvölgyben halad, hasonlóképpen a Száva is Litija és Zidani Most között. Különösen érdekesek a mészkőbe vájt mély és szűk – gyakran csak néhány méteres keresztmetszetű – szurdokvölgyek, például az Isonzón és az abba folyó patakokon (Milinarica, Koritnica, Možnica, Tolminka, Zadlaščica). Ezek közül némelyik eléri a 70 méteres mélységet is.
A Száva völgyében a legismertebb szurdok a Vintgar, ezen keresztül már 1893-ban turistautat építettek. Sok turistát vonzanak még Bohinjban a Pokljuska-, Mostnice- és Ribnice-szurdokok, valamint a Köves-Alpokban a Kamniska Bistrica szorosai. De az ország más területein is számos hasonló természeti jelenség látogatható.

## Tavak
A szlovéniai tavakat négy csoportra lehet osztani: gleccsertavak, karszt-tavak, folyómenti holtágak, valamint a mesterséges tavak. Emellett sajátos tavak alakultak ki a Pohorje hegységben. Ezek a vízzáró rétegek feletti kis tavak általában már elmocsarasodtak (Ribniško, Lovrenška, Črno jezero).
A gleccsertavak közé tartozik a híres Bledi-tó. A Bledi-tavon kívül a többi gleccsertó a Triglavi Nemzeti Park területén található, így a legnagyobb szlovéniai természetes állóvíz, a Bohinji-tó (3,18 négyzetkilométer, 45 méter maximális mélység) is. A kisebb gleccsertavak  a Triglav vidékének tengerszemei. A két nagy tó télen általában befagy és jegükön téli sportokat lehet űzni, nyáron pedig annyira felmelegszenek, hogy fürdőzésre is kiválóan alkalmasak az egyéb vízisportokon kívül.

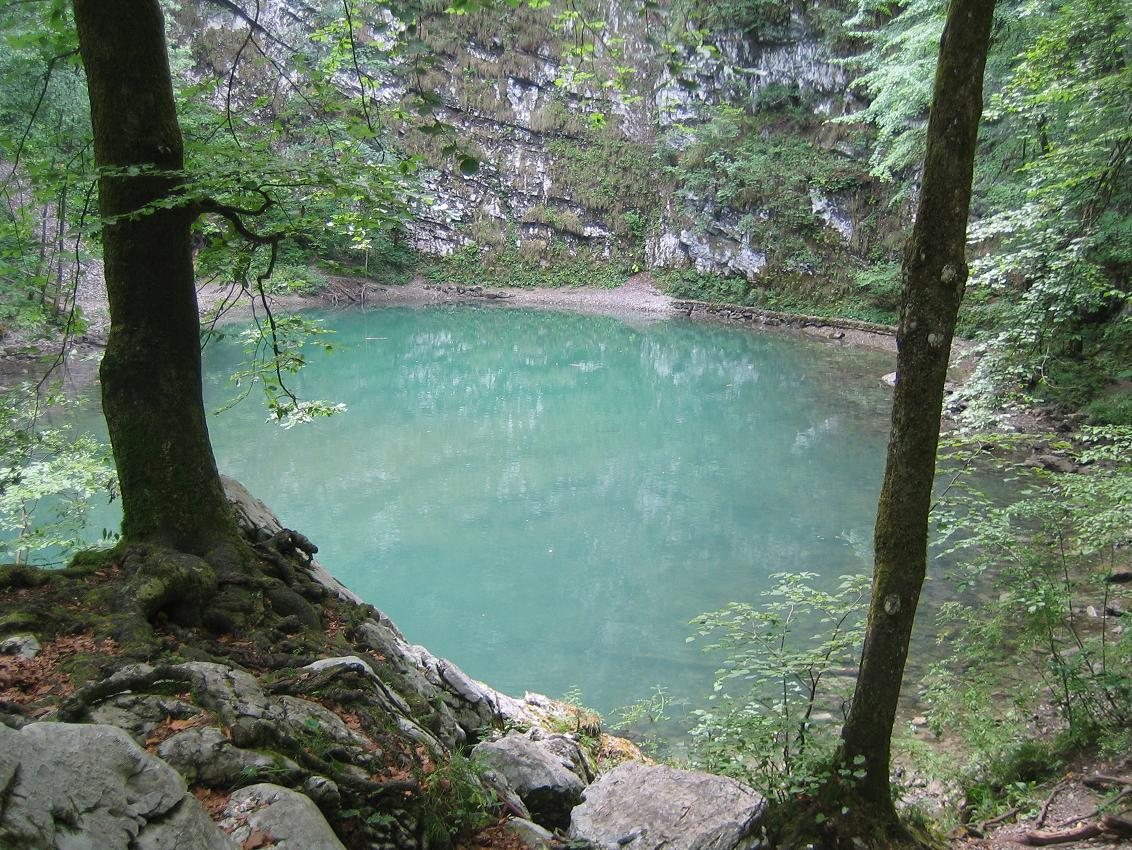
A Divje jezero (Vad tó)

A karszt-tavak kevésbé népszerűek, de annál érdekesebbek. Első tudományos leírásuk Szlovénia területéről származik. Mivel nyáron kiszáradnak, és ekkor területük legeltetésre használható, időszakos tavaknak is nevezik őket. Nyaranta vízük visszahúzódik a földalatti barlangrendszerekbe, de ezt megelőzően horgászásra, szörfözésre, télen korcsolyázásra alkalmasak. A legnagyobb ilyen tavak a Cerkniško és Planinsko polje nevű területeken találhatóak.
A karszt-tavak között is különleges a Divje jezero Idrija közelében. Ez egy sziklafal alján található, és egy karsztforráson keresztül közvetlen összeköttetésben áll a mögötte elterülő barlangrendszerrel. Veszélyességére jellemző, hogy a kilencvenes években is több jól felszerelt búvár-barlangász vesztette életét itt kutatás közben.
A folyómenti tavak a folyók holtágai. Körülbelül 30 ilyen tó van Szlovéniában, leginkább a Mura mentén. A legnevesebbek közülük: Petišovsko jezero, Muriša, Potkova. Főleg horgászásra alkalmasak.
A mesterséges tavakat általában a modern gazdasági szükségletek kielégítésére hozták létre. A Dráván, a Száván, az Isonzón ezek a vízierőművek számára gyűjtik a vizet, másutt a Szlovéniában oly gyakori, nyári, zivatarok, viharok utáni súlyos helyi árvizek megelőzésére szolgálnak a vízjárás szabályozásával (például a Klivnik Ilirska Bistrica mellett), vagy öntözővizet tartalékolnak bennük a mezőgazdaság céljaira (például a Vogršček a Vipava-völgyében. A mesterséges tavak mentén sok helyen kempingek, csónakkölcsönzők vannak. A legnagyobb duzzasztott tavak a Šmartinsko és a Slivniško Celje mellett.
Régebbi mesterséges tavak a történelmi egyházi és nagyúri birtokokon létrehozott halastavak.

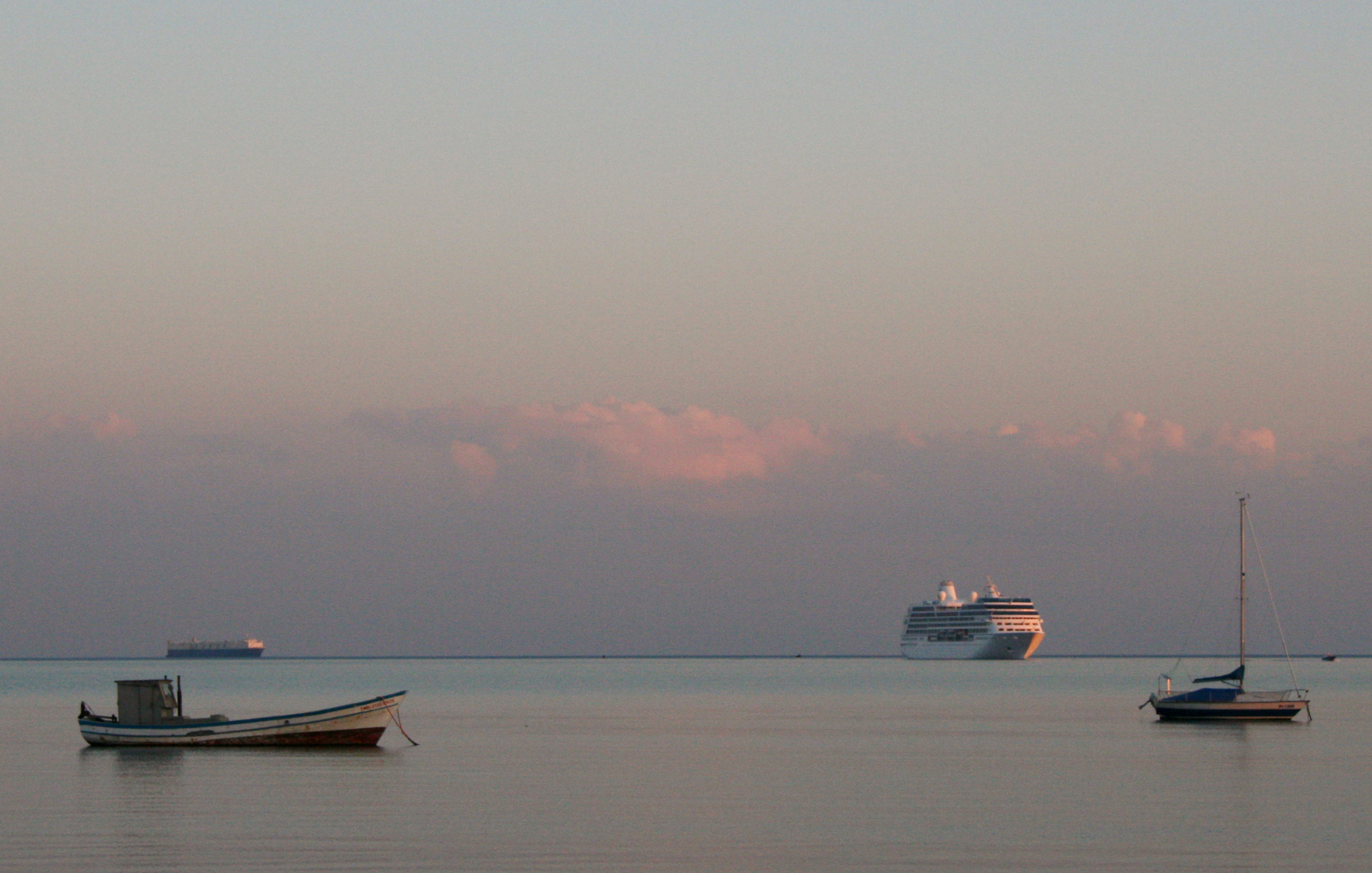
A koperi öböl

## Tengerpart
Szlovéniának összesen mindössze 46,6 kilométeres adriai tengerpartja van. Ez gazdaságilag rendkívül fontos terület, a tengeri közlekedés, halászat, hajógyártás és nem utolsósorban a turizmus miatt. Az intenzív gazdasági tevékenység ellenére itt is vannak védett természeti értékek, például a strunjani szikla érdekes geológiai szerkezetével, az ottani sóbepárló mezők és lagúnák, a Portorož  közelében található édesvizű tavacskák.
A szlovén tengerparti vizek átlagos nyári hőmérséklete 23,2 °C.